# Prins Philippe (schip, 1973)
De "Prins Philippe" was een Belgische carferry van de Regie voor Maritiem Transport voor de Oostende-Doverlijn. Het schip werd gebouwd door de Boelwerf N.V. in Temse in 1973. Het schip is gedoopt naar prins Filip, kroonprins van België.

## Geschiedenis
De "Sealink" onderneming was de verzamelnaam en het handelsmerk van een vervoersonderneming, waarin wordt deelgenomen door organisaties van België, Nederland, Frankrijk en Groot-Brittannië. 'Philippe' is de verfransing van 'Filip', maar tevens de algemene internationale gebruikstaal. Het passagiersschip voer verschillende lijnen, onder andere  Oostende-Dover en Oostende-Folkestone.
Het schip vervoerde niet alleen personen maar ook auto's en vrachtvervoer.
Het schip werd in 1986 verkocht door de staatsrederij RMT. Sindsdien heeft het schip vele namen en eigenaars gekend in vooral Griekse wateren. In 2011 kwam er een definitief einde aan de levensduur van de Prins Philippe en werd het schip verschroot in Turkije. Het vaartuig had als laatste naam MS Express Limnos.